# Leptosynapta tenuis
Leptosynapta tenuis is een zeekomkommer uit de familie Synaptidae.
De wetenschappelijke naam van de soort werd in 1851 gepubliceerd door W.O. Ayres.